# Hulmaner
Hulmaner (Semnopithecus) är ett släkte i underfamiljen langurer som tillhör familjen markattartade apor. De är kulturföljare och betraktas inom hinduism som heliga djur.

## Utbredning och habitat
Utbredningsområdet sträcker sig från Pakistan åt sydöst över Indien till Sri Lanka samt åt öst längs Himalayas södra delar till Bangladesh. I norra delar av utbredningsområdet når de även Nepal, Kina och Bhutan. Hulmaner förekommer i olika habitat som halvöknar, gräsmark, tropisk regnskog och bergstrakter upp till 4 000 meter över havet. Dessutom syns de ofta i städer och religiösa tempel.

## Utseende
Dessa primater är jämförelsevis stora och smala djur. Pälsen är på ryggen grå eller något brunaktig och på buken vitaktig, ibland med gul skugga. Ansiktet har en svart eller violett färg och saknar hår. Kring ansiktet finns en krans av vita hår. Håren över ögonbrynen är riktad framåt och bildar en tydlig kant, vilket skiljer hulmaner från bladapor. Ungar föds med svartbrun päls. Hulmaner når en kroppslängd (huvud och bål) mellan 41 och 78 centimeter och därtill kommer en upp till 110 centimeter lång svans. Med en vikt upp till 23 kilogram är de tyngst i tribus Presbytina. Lätta individer kan väga 5,5 kg.

## Levnadssätt
Hulmaner vistas jämförelsevis ofta på marken och rör sig där på fyra extremiteter. De har god förmåga att klättra i träd och använder den långa svansen för att hålla balansen. Ibland hoppar de över 3-5 meter från gren till gren på samma höjd eller över 13 meter från trädets topp till växtligheten nära marken. Individerna är aktiva på dagen, vanligen på morgonen och kvällen. Liksom andra djur som livnär sig av blad kompenserar de födans låga näringsvärde med långa vilopauser, t.ex. under dagens hetaste timmar.
Individerna lever i grupper. Den vanligaste sociala formen är ett harem med en hanne samt flera honor med deras ungar. Det förekommer även blandade grupper där antalet honor är dubbelt så stor som antalet hannar. Alfahannen byts ut när en av de underordnade hannarna blir starkare, när flocken delas i flera grupper eller när en hanne från en ungkarlsflock (se nästa avsats) erövrar en flock med honor.
Den tredje formen är grupper som bara består av hannar. Hannarna tillhör olika åldergrupper och ibland lever de hela livet i gruppen. I dessa grupper finns vanligen en utpräglad hierarki. Gruppen har mellan 13 och 40 medlemmar. Berättelser om grupper med 100 individer syftar troligen på tillfälliga sammanslutningar av olika grupper.
När en ny hanne tar över ett harem dödar den ofta alla ungar som diar. Äldre ungdjur jagas bort. Den nya alfahannen parar sig nu med så många honor som möjlig. Ungarna dödas då honor utan diande ungar snabbare är parningsberedda.
Haremsgrupper är vanligen fridfulla med varandra. Träffas två grupper med hannar uppstår ibland mindre aggressioner. Varje grupp har ett revir vars storlek är beroende på levnadsområdet och gruppformen. De största reviren kan vara 22 km² stora. Hulmaner tolererar andra markattartade apor i närheten. 1980 iakttogs en hona som gav di åt en ung rhesusapa.
Hulmaner kommunicerar med olika läten. Även pälsvård spelar en betydande roll i deras sociala beteende.

## Föda
Arterna är främst växtätare som huvudsakligen äter blad. Dessutom ingår blommor, frön och frukter i födan. Nära människans boplatser äter de ofta sädesväxter eller odlade grönsaker. Under regntiden ingår några insekter i födan och under tider med brist på föda äter hulmaner även bark.
Deras magsäck är delad i fyra sektioner som hjälper de vid nedbrytningen av cellulosa. Dessutom finns nyttiga bakterier i magsäcken. I detta avseende påminner de om idisslare vad som är ett bra exempel för konvergent evolution.

## Fortplantning
Honor parar sig i snitt vartannat år och föder vanligen ett enda ungdjur åt gången, tvillingar förekommer sällan. De flesta ungarna föds mellan januari och mars, i Himalaya något senare mellan april och juni. Dräktigheten varar ungefär 200 dagar.
Nyfödda ungar har en svartbrun päls och klamrar sig fast i honans päls. Är ungdjuret äldre hjälper andra honor från gruppen vid uppfostringen.
Efter tio till tolv månader sluter honan att ge di. Honor blir efter 3 till 4 år könsmogna och hannar först efter 6 till 7 år. Vanligen lämnar hannarna gruppen vid detta tillfälle medan honorna stannar kvar. Livslängden i naturen går upp till 20 år. Individer i fångenskap blev upp till 25 år gamla.

## Hulmaner och människor

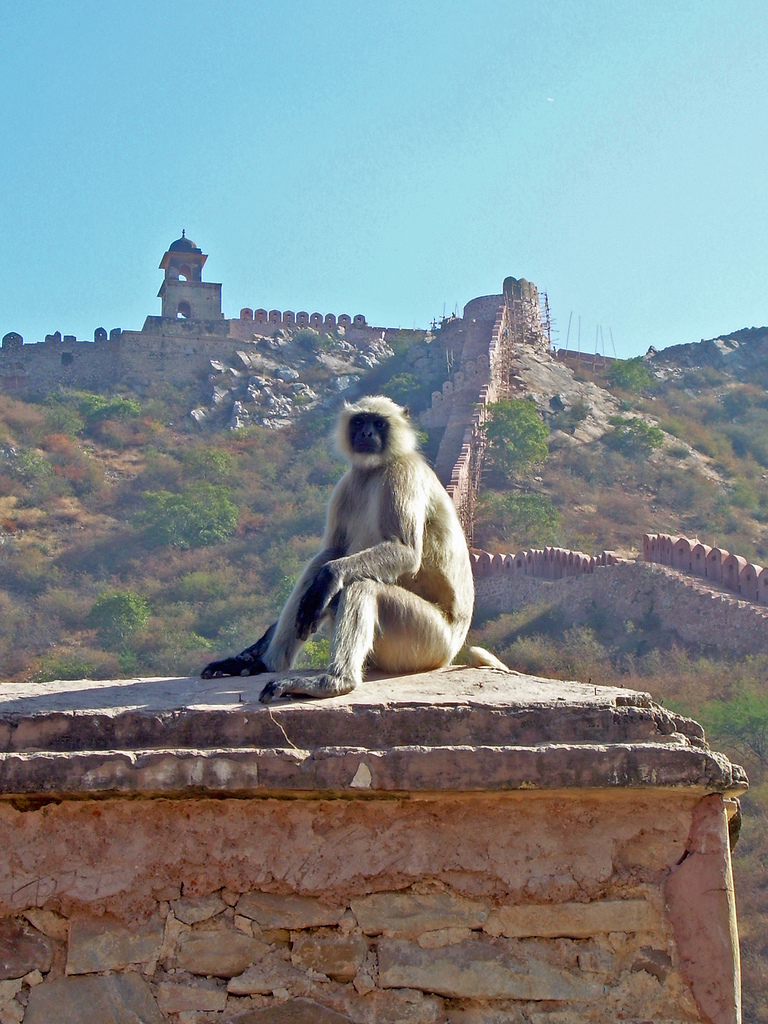
Individ i Jaipur

I indisk mytologi betraktas hulmaner som den kroppsliga versionen av apguden hanuman. Därför lever särskild många individer i tempelanläggningar. Det är förbjudet att störa dessa djur, även om de härjar bland odlingarna.
Dessa djur som lever långt borta från människor hotas av levnadsområdets förstöring.

## Arter
Ursprungligen räknades alla populationer till arten Semnopithecus entellus. Sedan 2001 skilj mellan sju arter, men denna indelning är omstridd, svenska namn enligt S. Ulfstrand (1996).
- Semnopithecus ajax lever i ett mindre område i Kashmir. Den listas av IUCN som akut hotad.
- S. dussumieri förekommer över stora delar av västra Indien.
- S. entellus (Hanumanlangur) är ganska vanlig i östra Indien och Bangladesh.
- S. hector lever i en liten region vid Himalayas fot och listas som missgynnad.
- S. hypoleucos (Malabarlangur) förekommer i sydvästra Indien.
- S. priam finns i södra Indien och på Sri Lanka.
- S. schistaceus lever i södra Himalaya i Nepal, Indien, Bhutan och sydöstra Tibet.